# Joachim Müller (Germanist)
Hermann Gotthold Joachim Müller (* 12. Juli 1906 in Oberwiesenthal; † 7. März 1986 in Jena) war ein deutscher Germanist. In der Zeit des Nationalsozialismus war er Mitglied der NSDAP und Schriftleiter und Mitherausgeber der Zeitschrift für Deutschkunde. In der DDR war er von 1951 bis 1971 Professor für Neuere deutsche Literatur an der Friedrich-Schiller-Universität Jena.

## Leben
Müller studierte Germanistik an den Universitäten München, Heidelberg und Leipzig. 1930 legte er die Staatsprüfung für das höhere Lehramt ab und promovierte an der Universität Leipzig. Danach wurde er Referendar an der Thomasschule Leipzig. Danach ging er an die Wirtschaftsoberschule in Leipzig. Zum 1. Mai 1933 war er der NSDAP beigetreten (Mitgliedsnummer 1.917.228). Von 1937 bis 1945 war er Schriftleiter und Mitherausgeber der Zeitschrift für Deutschkunde. 1945 wurde er wegen seiner Mitgliedschaft in der NSDAP aus dem Schuldienst entlassen. Danach ging er nach Oberwiesenthal zurück, wo er als kaufmännischer Angestellter tätig wurde. 1949 übernahm er die Leitung des Kulturbundes im Landkreis Annaberg, die er bis 1951 innehatte. Von 1950 bis 1960 gehörte er der National-Demokratischen Partei Deutschlands (NDPD) an.
1951 wurde er als Professor für Neuere deutsche Literatur an die Friedrich-Schiller-Universität (FSU) nach Jena berufen. Seit 1952 war er dort Direktor des Germanistischen Instituts, an dem er bis 1968 wirkte. 1953 habilitierte er sich an der FSU mit einer Arbeit über Friedrich Hebbel. Von 1969 bis 1971 war er noch Professor für Deutsche Literatur an der FSU, danach trat er mit 65 Jahren in den Ruhestand.
Von 1959 an war Joachim Müller Ordentliches Mitglied der Sächsischen Akademie der Wissenschaften zu Leipzig. Zu seinen akademischen Schülern zählen Manfred Beyer, Edith Braemer, Helmut Brandt, Volker Ebersbach, Hans Jürgen Geerdts, Hans Richter, Rainer Rosenberg, Klaus Schuhmann und Ursula Wertheim. 
Müllers Broschüre Yvan Goll im deutschen Expressionismus (Akademie-Verlag, Berlin 1962) wurde an der Universität Jena vonseiten der SED und der FDJ scharf angegriffen, u. a. mit der Begründung, Müller hätte den Dichter Gottfried Benn, der sich 1933 für die Nazis aussprach, zu unkritisch erwähnt und zitiert.
Für seine Forschungen auf dem Gebiet der österreichischen Literatur wurde Joachim Müller 1982 der Grillparzer-Ring des Bundesministeriums für Wissenschaft und Kunst der Republik Österreich verliehen. 
Der Leipziger Schriftsteller Volker Ebersbach hat ihn als einen seiner frühen Förderer auf dem Gebiet Germanistik in sein Erinnerungswerk aufgenommen.